# ジーン・スニツキー
ジーン・スニツキー（Eugene Alan Snitsky、1970年1月14日 - ）は、アメリカ合衆国のプロレスラー。ペンシルベニア州出身。

## 来歴

### キャリア初期
プロレスラーデビューを果たしたのは1997年。WWFと契約を交わして入団し、傘下団体のOVWでトレーニングを開始。"ミーン" ジーン・モンド（"Mean" Gene Mondo）のリングネームで活動するが、後に入団するマイク・モンドとモンドブラザーズ（Mondo Brothers）なるタッグチームを結成。OVWで活動中、WXW（World Xtreme Wrestling）に参戦し、アメリカンフットボーラーギミックでロブ・ハーパーとツインタックラーズ（Twin Tacklers）というタッグチームを結成して活躍した。

### WWE

#### 2004年
2004年、WWEに昇格し、本名名義でRAWに所属。当時ギミック上リタと結婚していたケインとの抗争で登場。最初はただのジョバー的なレスラーかと思われたが、スニツキーの攻撃でリタが流産した（実際はケインに攻撃を仕掛け、その衝撃を受け切れなかったケインがリタに衝突した）、という設定で抗争がスタートした。ヒールとしての登場で、この抗争でケインはベビーターンした。その年のタブー・チューズデイでケインと対戦。投票で決まった武器鎖で対戦することになった（だが実際には他にも色々と凶器は使用されていた）。ケインの喉をイスではさみトップロープストンプで喉を破壊、吐血させ長期欠場へと追い込んだ（これは以前ヒールだったケインがショーン・マイケルズを長期欠場へと追いやったのと同じ）。その年のサバイバー・シリーズではトリプルH、エッジ、バティスタと組み、ランディ・オートン、クリス・ベノワ、クリス・ジェリコ、メイヴェンと対戦。自分のチームでは三番目に脱落する。

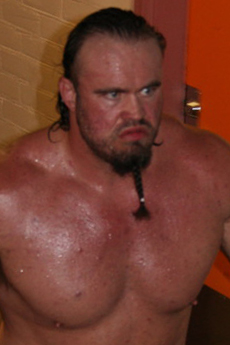
2005年WWE

#### 2005年 - 2006年
ニュー・イヤーズ・レボリューションでは復帰したケインに敗戦。2005年ロイヤルランブルに出場。その際、当時ジ・アンダーテイカーと抗争中だったハイデンライクとサイコ同盟を結託。ハイデンライクとテイカーの棺桶マッチで乱入、ハイデンライクを援助しテイカーを襲う。しかし、棺桶からケインが登場。ケインに恐れをなしたスニツキーは退散、ケインはあとを追いかけて行った。メインのロイヤルランブル戦に出場。27番目に登場し、ポール・ロンドンを強烈なクローズラインで敗退させ（空中を一回転し、落下したため気絶してしまった）強烈な印象を残したが、28番目に登場したバティスタに脱落させられてしまう。
WWEワン・ナイト・スタンドでは、反ECW軍の一員として登場した。
共にアゴ髭が特徴的なタイソン・トムコとタッグを組んでいたが、2006年4月トムコが団体を退団したためにタッグは解消。以降はシングルプレイヤーとして活動していたが、後にゴールダストと異色タッグを結成している。ロウ登場時とは違い、「足の指フェチ」で相手のリングシューズを脱がそうとするコミカルなキャラになっている。そのことでビッグ・ショーともPPVで抗争した。

#### 2007年 - 2008年
2007年2月、ECWに移籍しヒールターン。伸ばしていた顔の毛を全て剃って登場。襲撃キャラで暴れまわり、ハードコア・ホーリーと結託しボビー・ラシュリーを襲うなど、タイトル戦のストーリーに加わった。3月には、結託して共にラシュリーを襲ったハードコア・ホーリーをも襲撃した。同年6月のドラフトにより、7月よりRAWに復帰。その後も連勝を続けていたが、ジョン・シナとの2年振りの対戦で敗れ、連勝を止められた。その後はウマガともタッグを組み始めた。
2008年3月26日のECWで行われた12人対12人の対抗戦で、トミー・ドリーマーをビッグ・ブートで沈めてフォール勝ちを奪い、ECW王座に近い存在であることを誇示した。また、この日のメインイベントであるECW王者チャボ・ゲレロVSドリーマーの試合にチャボが勝利した後、スニツキーが乱入してチャボを背後から襲い、これがきっかけで乱闘騒ぎになった。3月30日、WrestleMania 24でECW王座への挑戦権を賭けて行われた「24人バトルロイヤル」に出場。残り3人（他にはケイン、マーク・ヘンリー）まで残ったが、ヘンリーによってリング下に落とされ失格、惜しくも挑戦権を逃がした。WrestleMania以降、前座番組のHeatでの出場が主となり、6月からRAWに出場するがジョバーとしての役目が多くなり、12月12日にWWEを解雇された。

### インディー団体
WWE解雇後、古巣であるWXWやNWE（Nu-wrestling Evolution）、NWS（National Wrestling Superstars）などのインディー団体に参戦。
2012年2月4日にはフィリピンにてWWEとTNAに所属した経験のあるレスラーたちが集う団体であるWWFX（World Wrestling Fan Xperience）に参戦。カリートス・コロンと対戦し、敗れた。

### TNA
2014年6月25日にTNAと契約を交わし、入団する事が決定。7月24日、IMPACT Wrestlingにてディクシー・カーターが率いるチームディクシー（イーサン・カーター3世 & ロックスター・スパッド & ライノ） vs トミー・ドリーマー & チーム3D（ブリー・レイ & ディーボン）の6人制タッグマッチが行われている中、劣勢になったチームディクシーを援護する為に観客席からリクロンと共に乱入し、トミー・ドリーマーとチーム3Dを一掃した。
8月7日、チームディクシーの一員としてデビューし、リクロン & ライノ & イーサン・カーターと組んでアル・スノー & トミー・ドリーマー & チーム3Dと対戦するも敗戦した。

## その他
- 顔の両頬にニキビ跡がある。
- デビュー当時のギミック時代には舌にピアスをしていて、また入場した際のリング上アピールとして口を大きく開きピアスを付けた舌を誇張していた。
- 歯並びが酷く黄ばんでいるため、入場の際に観客から「歯を磨け」コールが起こった。また、このことをネタにDXにからかわれることもあった。

## 得意技
パンプハンドル・スラム
デビュー戦から幾度か経ったユージン戦から使用。
ビッグブート
タイソン・トムコと組んでいた時期からのフィニッシャー。トムコのフィニッシャーでもあり、彼とのタッグではダブル・ビッグブーツも披露。トムコ退団後もフィニッシャーとして使用していた。
スピニング・サイドスラム

## 獲得タイトル
ACW（Athletik Club Wrestling）
- ACWタッグ王座 : 1回

w / ロブ・ハーパー
WXW
- WXW C4アルティメットヘビー級王座 : 1回
- WXWヘビー級王座 : 1回
- WXWタッグ王座 : 1回

w / ロブ・ハーパー

## 入場曲
- Hell Camp
- It Wasn't My Fault
- Not My Fault
- Unglued